# The Times
The Times is een Brits dagblad, opgericht in 1785 door John Walter onder de naam The Daily Universal Register. De krant heette sinds 1 januari 1788 The Times of London. Tegenwoordig wordt de krant uitgegeven door News International, een onderdeel van Rupert Murdochs News Corp, voorheen News Corporation.

## Geschiedenis
Oprichter John Walter was tevens de eerste redacteur. In 1803 trok hij zich terug en ging de krant over in handen van zijn zoon, ook John Walter geheten. Walter senior bracht 16 maanden door in de gevangenis op beschuldiging van laster in zijn krant, maar zijn pionierswerk op het gebied van Europese nieuwsgaring droeg sterk bij aan de reputatie van de krant onder beleidsmakers en financiers.

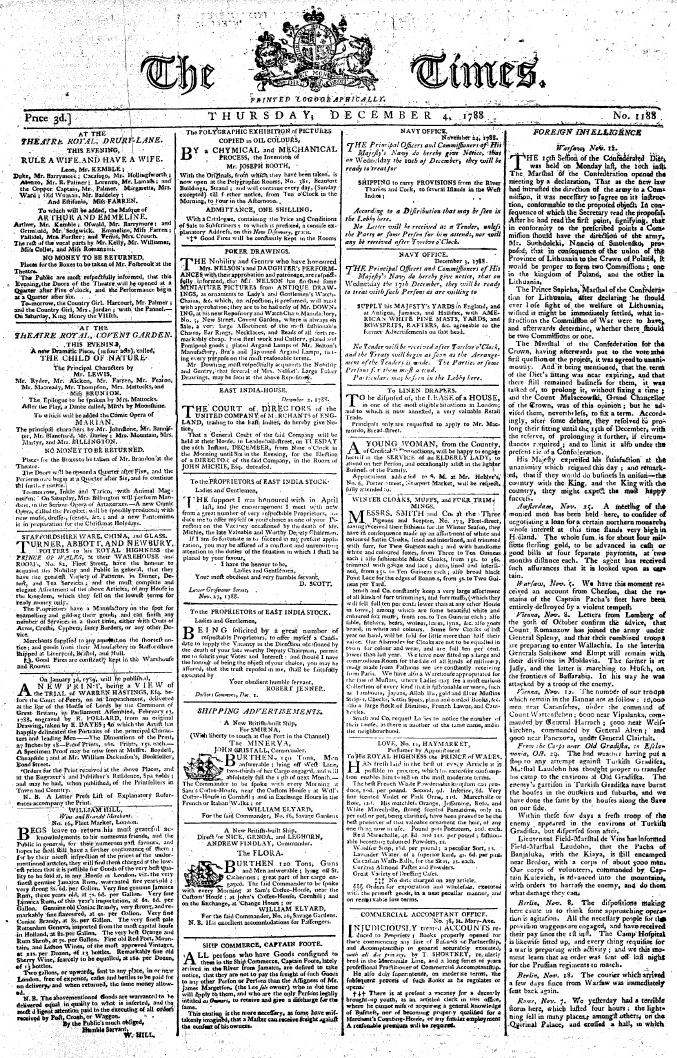
Voorpagina van The Times van 4 december 1788

The Times gebruikte bijdragen van toonaangevende figuren op het gebied van politiek, wetenschap, kunst en literatuur en bouwde daarmee een grote naam op. Er was weinig concurrentie en de winsten waren groot, waardoor er voldoende geld beschikbaar was om correspondenten en redacteuren goed te betalen. In 1809 werd John Stoddart hoofdredacteur; in 1817 opgevolgd door Thomas Barnes. Onder diens leiding en die van zijn opvolger John Thaddeus Delane kreeg het blad steeds meer invloed, met name in de politiek en de Londense zakenwereld.
The Times was ook de eerste krant die correspondenten naar het buitenland stuurde en er speciale oorlogscorrespondenten op na hield.
De derde John Walter volgde zijn vader op in 1847. Hoewel de Walters conservatiever werden, bleef de krant grotendeels onafhankelijk in zijn opstelling. Vanaf de jaren 1850 kwam er echter meer serieuze concurrentie op de markt in de vorm van goedkopere kranten als The Daily Telegraph en The Morning Post.
In 1922 werd het blad overgenomen door John Astor. De familie Astor deed de krant in 1966 over aan de Canadese krantenmagnaat Roy Thomson. In datzelfde jaar plaatste de krant voor het eerst nieuws op de voorpagina. Tot dan toe hadden daar alleen kleine advertenties gestaan.
Nadat de krant in 1979 als gevolg van een industrieel geschil bijna een jaar had stilgelegen, werd hij in 1981 overgenomen door Rupert Murdoch. The Sun maakt ook deel uit van hetzelfde concern van Murdoch en staat bekend om zijn toplessfoto op pagina 3. The Times speelde daarop in door bij de herverschijning op pagina 3 een enorme advertentie van Rolls-Royce op te nemen.
De krant heeft een grote reputatie en had lange tijd op het gebied van kwaliteit weinig concurrentie te duchten. Hij heeft een invloedrijke rol gehad op het gebied van politiek en meningsvorming. Sommigen zijn van mening dat onder het leiderschap van Rupert Murdoch diens conservatieve inzichten te zeer overheersen.
Nadat het blad 200 jaar lang was verschenen op broadsheetformaat schakelde het in 2004 over op het tabloidformaat, dat tegenwoordig door gereputeerde bladen die op dit formaat overgaan 'compact' wordt genoemd.
In november 2003 begon The Times met afleveringen in twee formaten, broadsheet en compact. Sinds 1 november 2004 wordt alleen de compacte editie uitgegeven.
Uit cijfers van februari 2013 bleek dat er bijna 394.000 exemplaren per dag werden verkocht. Marktleider was echter The Daily Telegraph met ruim 541.000 exemplaren, voornamelijk dankzij een kortingsregeling voor 300.000 abonnees.